# Hooligans (album)
Hooligans je kompilační dvojalbum od The Who. Bylo vydáno v roce 1981 společností MCA Records. Obsahuje převážně skladby ze 70. let, jediné tři skladby ze 60 let jsou "I Can't Explain", "I Can See for Miles" a "Pinball Wizard".
Nejvýznamnější je první americké vydání tohoto alba, které obsahuje tři obtížně sehnatelné singly The Who. Singl "Let's See Action" (1971) byl vydán pouze ve Spojeném království a jeho název byl pro toto album změněn na "(Nothing Is Everything) Let's See Action". Další dva singly "Join Together" a "Relay" byly vydány ve Spojeném království i ve Spojených státech v roce 1972. Americké vydání "Relay" bylo přejmenováno na "The Relay".

## Seznam skladeb
Autorem všech skladeb je Pete Townshend, kromě uvedených výjimek.
| Strana 1 | Strana 1                                 | Strana 1                      | Strana 1 |
| Pořadí   | Název                                    | Autor                         | Délka    |
| -------- | ---------------------------------------- | ----------------------------- | -------- |
| 1.       | I Can't Explain                          |                               | 2:05     |
| 2.       | I Can See for Miles                      |                               | 4:02     |
| 3.       | Pinball Wizard                           |                               | 3:00     |
| 4.       | (Nothing Is Everything) Let's See Action |                               | 3:56     |
| 5.       | Summertime Blues                         | Eddie Cochran, Jerry Capehart | 3:36     |
| 6.       | The Relay                                |                               | 3:28     |

| Strana 2 | Strana 2         | Strana 2 | Strana 2 |
| Pořadí   | Název            | Autor    | Délka    |
| -------- | ---------------- | -------- | -------- |
| 7.       | Baba O'Riley     |          | 5:01     |
| 8.       | Behind Blue Eyes |          | 3:40     |
| 9.       | Bargain          |          | 5:32     |
| 10.      | The Song Is Over |          | 6:11     |

| Strana 3 | Strana 3      | Strana 3 | Strana 3 |
| Pořadí   | Název         | Autor    | Délka    |
| -------- | ------------- | -------- | -------- |
| 11.      | Join Together |          | 4:21     |
| 12.      | Squeeze Box   |          | 2:41     |
| 13.      | Slip Kid      |          | 4:30     |
| 14.      | The Real Me   |          | 3:21     |
| 15.      | 5:15          |          | 4:50     |

| Strana 4 | Strana 4     | Strana 4       | Strana 4 |
| Pořadí   | Název        | Autor          | Délka    |
| -------- | ------------ | -------------- | -------- |
| 16.      | Drowned      |                | 5:06     |
| 17.      | Had Enough   | John Entwistle | 4:29     |
| 18.      | Sister Disco |                | 4:20     |
| 19.      | Who Are You  |                | 6:21     |